# Бастид д'Енгра
Бастид д'Енгра (фр. Bastide-d'Engras) насеље је и општина у јужној Француској у региону Лангдок-Русијон, у департману Гар која припада префектури Ним.
По подацима из 2011. године у општини је живело 210 становника, а густина насељености је износила 21,32 становника/km². Општина се простире на површини од 9,85 km². Налази се на средњој надморској висини од 250 метара (максималној 260 m, а минималној 154 m).

## Демографија
| 1962. | 1968. | 1975. | 1982. | 1990. | 1999. | 2011. |
| ----- | ----- | ----- | ----- | ----- | ----- | ----- |
| 196   | 201   | 179   | 178   | 177   | 191   | 210   |

График промене броја становника у току последњих година